# Ламбрускини, Алессандро
Алессандро Ламбрускини — итальянский бегун, который специализировался в беге с препятствиями. Бронзовый призёр Олимпийских игр 1996 года в беге на 3000 метров с препятствиями. Бронзовый призёр чемпионата мира 1993 года. Победитель Средиземноморских игр 1987 года. Чемпион Европы 1994 года. На чемпионате Европы 1998 года занял 2-е место. Бронзовый призёр чемпионата Европы 1990 года. Занял 8-е место на чемпионате мира в помещении в беге на 1500 метров.
Принимал участие на Олимпийских играх 1988 года, на которых занял 4-е место. На Олимпиаде 1992 года также занял 4-е место.